# Milo Melankthon Dimmick
Milo Melankthon Dimmick (* 30. Oktober 1811 in Milford, Pike County, Pennsylvania; † 22. November 1872 in Mauch Chunk, Pennsylvania) war ein US-amerikanischer Politiker. Zwischen 1849 und 1853 vertrat er den Bundesstaat Pennsylvania im US-Repräsentantenhaus.

## Werdegang
Milo Dimmick war der ältere Bruder des Kongressabgeordneten William Harrison Dimmick (1815–1861). Er erhielt eine klassische Schulausbildung. Nach einem anschließenden Jurastudium und seiner 1834 erfolgten Zulassung als Rechtsanwalt begann er in Stroudsburg in diesem Beruf zu arbeiten. Politisch schloss er sich der Demokratischen Partei an.
Bei den Kongresswahlen des Jahres 1848 wurde Dimmick im zehnten Wahlbezirk von Pennsylvania in das US-Repräsentantenhaus in Washington, D.C. gewählt, wo er am 4. März 1849 die Nachfolge von Richard Brodhead antrat. Nach einer Wiederwahl konnte er bis zum 3. März 1853 zwei Legislaturperioden im Kongress absolvieren. Diese waren von den Ereignissen im Vorfeld des Bürgerkrieges geprägt. Dabei ging es damals vor allem um die Frage der Ausbreitung der Sklaverei in die neuen Gebiete im Westen und Südwesten der Vereinigten Staaten. Während seiner Zeit als Abgeordneter leitete Dimmick den Ausschuss zur Kontrolle der Ausgaben des Kriegsministeriums. Im Jahr 1852 verzichtete er auf eine weitere Kandidatur.
Nach dem Ende seiner Zeit im US-Repräsentantenhaus praktizierte Dimmick wieder als Anwalt. 1853 bewarb er sich erfolglos um den Posten als Richter im 22. Gerichtsbezirk seines Staates. Im selben Jahr zog er nach Mauch Chunk, wo er seine Anwaltstätigkeit fortsetzte. Er starb am 22. November 1872.